# Mięsień prostownik palca małego

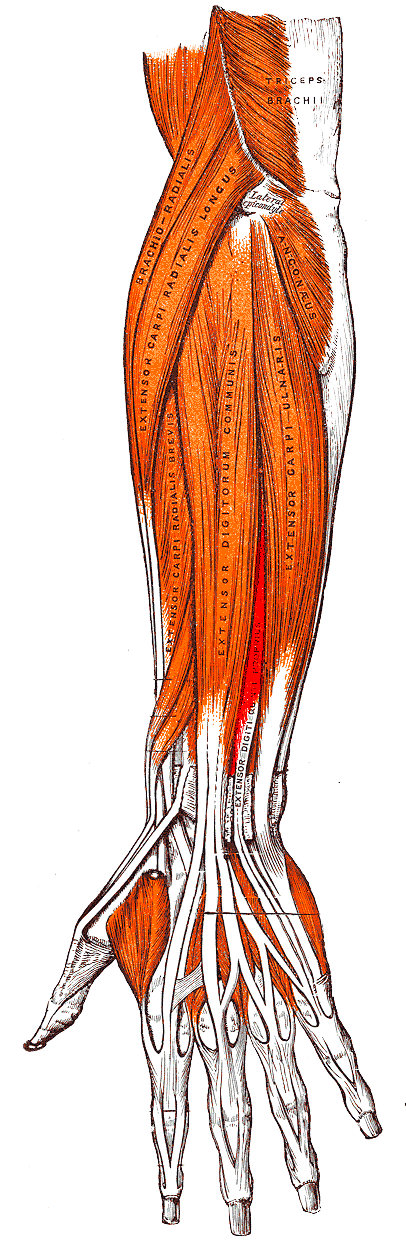
Mięsień prostownik palca małego oznaczony na czerwono.

Mięsień prostownik palca małego (łac. musculus extensor digiti minimi) – w anatomii człowieka mięsień warstwy powierzchownej grupy tylnej mięśni przedramienia. Przyczep bliższy ma wspólnie z przyczepem mięśnia prostownika palców na nadkłykciu bocznym kości ramiennej i przegrodzie międzymięśniowej. Ścięgno przechodzi przez piąty przedział troczka prostowników. W końcowym odcinku kieruje się do palca małego i przechodzi w rozcięgno grzbietowe.
Unaczyniony jest przez tętnicę międzykostną tylną, a unerwiony przez gałąź głęboką nerwu promieniowego (nerw międzykostny tylny).
Jego funkcją jest prostowanie i przywodzenie palca małego.